# Cavour (hangarfartyg)
Cavour (550) är ett hangarfartyg tillhörande den italienska flottan. Fartyget beställdes år 2000 och togs i bruk 2008. Cavour är idag det största fartyget i den italienska flottan.

## Bakgrund
I slutet av 1990-talet såg den italienska försvarsmakten ett behov av ett tyngre hangarfartyg för kompensera det äldre Giuseppe Garibaldi. Den 22 november 2000 skrevs ett avtal mellan det italienska Ministeriet för sjöförsvar och varvföretaget Fincantieri om att leverera ett nytt stort hangarfartyg till den italienska flottan. Bygget påbörjades i juli 2001. Fartyget skulle från början heta Andrea Doria men fick sedan namnet Cavour efter Italiens förste premiärminister Camillo di Cavour. Fartyget sjösattes den 20 juli 2004 som följdes av nästan fyra års sjötester innan det levererades till den italienska flottan den 27 mars 2008. Den första juni 2009 hölls en officiell ceremoni där fartyget förklarades för en del av flottan och flaggan hissades för första gången. Den Italienska presidenten Giorgio Napolitano och försvarsminister Ignazio La Russa deltog under ceremonin. Den totala kostnaden för fartyget inklusive alla system var 1,3 miljarder Euro. Under januari 2010 medverkade fartyget i hjälpinsatserna efter jordbävningen i Haiti.
I februari 2021 seglade fartyget till USA där man i den amerikanska flottbasen Norfolk genomgick de första flygtesterna med stealthplanet F-35B.

## Design
Fartyget är 244 meter långt och 39 meter brett med ett standarddeplacement på 28 100 ton och en maxdeplacement på cirka 30 000 ton.
Cavour är utrustat med en skidbacke i sin för där flygplan startar. Planen landar sedan vertikalt på flygdäck. Detta system kallas på engelska för "Short take-off and vertical landing aircraft" (STOVL) och används även på tex den brittiska Queen Elizabeth-klassen.
Den inre hangaren är 134 meter lång och 21 meter bred. Fartyget har även förmågan att transportera olika fordon i sin hangar vilket gör det, från många andra renodlade hangarfartyg, mera mångsidigt då det också kan användes som amfibiefartyg och landstigningsfartyg. Upp till 24 stridsvagnar kan transporteras. Fartyget drivs med konventionell drift i form av 4 gasturbiner och 6 dieselgeneratorer vilket ger en maxfart på 29 knop. Fartygets besättning består av 752 sjömän och det finns utrymme att transportera ytterligare 450 soldater.
Bestyckningen består av 32 stycken Aster 15 luftvärnsrobotar, 3 stycken 25 mm automatkanoner av typen Oto Melara KBA för sjö och luftmål och 2 stycken 76 mm allmålskanoner av typ Oto Melara 3.

## Luftstridsgrupp
Cavour bär på 10 stridsflyplan av det brittiska stridsflygplanet Harrier II och 10 transporthelikoptrar av typen AgustaWestland AW101. Under 2021 ska de äldre Harrierplanen ersättas med det nya och tyngre F-35 Lightning II. Det var planerat att 22 stycken F-35 skulle köpas men på grund av ekonomiska begränsningar så har man kapat siffran till endast 15 plan. Från december 2018 till sommaren 2020 genomgick fartyget modifieringar för att kunna hantera de nya planen.